# Fetchmail
Fetchmail – narzędzie pozwalające na ściągnięcie poczty elektronicznej z zewnętrznych serwerów POP3 lub IMAP na lokalne konto użytkownika w systemach uniksopodobnych.
Autorem tego oprogramowania jest Eric S. Raymond. Fetchmail został użyty jako przykład modelu rozwoju oprogramowania open source w książce The Cathedral and the Bazaar.
Fetchmail rozpowszechniany jest na licencji GNU GPL.